# 隆観
隆観（りゅうかん、生没年不詳）は、飛鳥時代の僧。新羅からの渡来人。のちに還俗して金 財（金 宅良、こん の たから）と名乗る。

## 記録
『日本書紀』巻第三十に現れる行心（幸甚）の子とされ、朱鳥元年（686年）10月の大津皇子の謀反計画の発覚により父ともども飛騨国に流罪になったようである。僧侶には女性と関係を持ってはならぬという戒律があるため、誕生したのはこの年以前のことと考えられる。
記録に現れるのは、『続日本紀』巻第二にある、大宝（702年）2年4月の飛騨国からの神馬献上の記事であり、文武天皇はこれを祥瑞とし、盗人以外の大赦を行い、目（さかん）以上の飛騨国司と神馬を差し出した郡の大領の位階を一階ずつすすめ、禄を与え、飛騨の人民の賦役を3年間免除したという。そして、祥瑞としての神馬を発見した隆観を免罪し、入京させた。
『続紀』巻第三には、翌大宝3年（703年）10月、還俗して金財（こん の たから）と名乗ったとある。芸術（学問と技術）に秀で、算道と暦術の心得がある、という理由によるものであった。
のち、神亀元年（724年）5月、従六位下金宅良（こん の たくろう）という人物が、国看（くにみ）連の氏姓を与えられているが、彼は金財のことではないか、といわれている。